# Ove Skade
Ove (Offe) Skade (1609—1664) var en dansk lensmand og den første stiftsamtmand over Sjællands Stift.